# Fogos da Primavera
Fogos da Primavera (em inglês:  The Fires of Spring) é um livro de ficção do autor nova-iorquino James A. Michener. Publicado na língua inglesa em 1949, o livro foi escrito como um bildungsroman parcialmente autobiográfico.

## Enredo
Em Fogos da Primavera, o autor descreve a infância do personagem David Harper um órfão empobrecido. De uma infância infeliz até a maturidade que  vivenciou o abandono, passando pelo amor maternal de uma professora e pelo amor carnal de uma mulher mais velha. A história é repleta de acontecimentos animados e personagens notáveis. David Harper é um sonhador que pretende abraçar o mundo.